# انتخابات الرئاسة البرازيلية 2022
الانتخابات العامة 2022 في البرازيل، أقيمت الجولة الأولى يوم 2 أكتوبر 2022. والجولة الثانية يوم 30 أكتوبر 2022 والتي فاز بها لويس إيناسيو لولا دا سيلفا،  والذي كان رئيسا سابقا للبرازيل.

## المرشحون
تقدم لخوض انتخابات الرئاسة 11 مرشحًا أبرزهم لويس إيناسيو لولا دا سيلفا وجايير بولسونارو، وسيمون تابت صاحبة المركز الثالث في انتخابات الرئاسة الجولة الأولي.

## جولة الإعادة
نظرا لعدم فوز أي مرشح بأكثر من 50% من الأصوات، فسيخوض الرئيس السابق للبرازيل دا سيلفا والرئيس الحالي بولسونارو جولة الإعادة حيث انهما أكثر مرشحين قد حصلوا علي اصوات انتخابية في الجولة الأولى فقد حصل لولا دا سيلفا على 48.9%، بينما جاء بولسونارو في المركز الثاني بعد أن حصل على 44.7% في الجولة الأولى.

## النتيجة النهائية
فاز الرئيس لويز إيناسيو لولا دا سيلفا، مرشح اليسار بعد حصوله على 50.9 في المئة من الأصوات.